# Acalypha karposi
Acalypha karposi é uma espécie de flor do gênero Acalypha, pertencente à família Euphorbiaceae.